# Nocetolo
Nocetolo (Noşèdel in dialetto reggiano) è una frazione del comune di Gattatico, distante circa 4 km dal capoluogo comunale, Praticello.

## Storia
La zona, un tempo ricca di boschi e foreste (come d'altronde testimonia il fitonimo), risulta già abitata in età preromana, ad opera di tribù galliche; di epoca romana è  tuttavia la centuriazione - la cui traccia è avvertibile ancora oggi nel reticolo viario -  secondo lo schema delle quadre. La località è menzionata per la prima volta in un documento del monastero reggiano di S. Prospero del 1022. Seguì le sorti del vicino contado parmense. Nel 1481, insieme alla vicina Olmo, fu tuttavia ceduta da Gian Galeazzo Sforza ai Correggeschi, signori di Casalpò. Tornata parmense, nel 1811 subì la sorte di tutti gli altri possedimenti parmensi a levante dell'Enza, ovvero fu incardinata nel napoleonico Dipartimento del Crostolo, fino al 1816 quando, con la Restaurazione, furono ripristinate le antiche dipendenze. Per effetto del Trattato di Firenze passò, a metà Ottocento, al Ducato di Modena, fino all'Unità d'Italia.

## Chiesa di S. Biagio
La chiesa appare citata una prima volta nel 1230 come cappella dipendente dalla pieve di Campegine. Dopo varie vicissitudini passò, infine, nel 1853, sotto la giurisdizione ecclesiastica della Diocesi di Reggio Emilia-Guastalla. Alcuni anni più tardi, nel 1875, l'antica chiesa fu completamente ricostruita. 